# Comuna Șîroke, Solone
Șîroke (în ucraineană Широке) este o comună în raionul Solone, regiunea Dnipropetrovsk, Ucraina, formată din satele Radeanske, Șestîpillea, Șîroke (reședința) și Trîtuzne.

## Demografie
Componența lingvistică a satului Șîroke
     Ucraineană (93,09%)
     Rusă (4,82%)
     Alte limbi (1,37%)
Conform recensământului din 2001, majoritatea populației satului Șîroke era vorbitoare de ucraineană (93,09%), existând în minoritate și vorbitori de rusă (4,82%).